# Selloane Tsoaeli
Selloane Tsoaeli (née le 10 juillet 1977 à Lithabaneng) est une athlète du Lesotho, spécialiste des épreuves combinées.

## Biographie
En 2010, elle remporte lors des championnats d'Afrique de Nairobi au Kenya, elle remporte la médaille d'or du saut en hauteur en franchissant une barre à 1,75 m, et obtient par ailleurs la médaille de bronze de l'heptathlon.
Elle se classe troisième de l'heptathlon lors des Jeux africains de 2011, à Maputo au Mozambique, où elle établit un nouveau record personnel avec 5 588 pts.

### Palmarès
| Date | Compétition                                   | Lieu    | Résultat | Épreuve         | Performance |
| ---- | --------------------------------------------- | ------- | -------- | --------------- | ----------- |
| 2009 | Championnats d'Afrique des épreuves combinées | Réduit  | 2e       | Heptathlon      | 5 116 pts   |
| 2010 | Championnats d'Afrique                        | Nairobi | 1re      | Saut en hauteur | 1,75 m      |
| 2010 | Championnats d'Afrique                        | Nairobi | 3e       | Heptathlon      | 5 302 pts   |
| 2011 | Jeux africains                                | Maputo  | 3e       | Heptathlon      | 5 588 pts   |
| 2012 | Championnats d'Afrique des épreuves combinées | Réduit  | 3e       | Heptathlon      | 5 194 pts   |

### Records
| Épreuve         | Performance | Lieu   | Date              |
| --------------- | ----------- | ------ | ----------------- |
| Saut en hauteur | 1,79 m      | Réduit | 16 avril 2011     |
| Heptathlon      | 5 588 pts   | Maputo | 14 septembre 2011 |